# Morten Boje Hviid
Morten Boje Hviid (født Morten Boje Jensen 30. august 1966) er administrerende direktør for Landbrug & Fødevarer. 

## Uddannelse og karriere
Morten Boje Hviid er uddannet i kommunikation og samfundsvidenskab fra Roskilde Universitet. 
Hans første ansættelse var i Det Kooperative Fællesforbund og efterfølgende i perioden fra 1995 – 2006 var han særlig rådgiver for flere ministre og senere to socialdemokratiske partiformænd; Mogens Lykketoft og Helle Thorning-Schmidt. Senere har han været Public Affairs-rådgiver både som selvstændig og i nogle af de største bureauer i Danmark.
I løbet af sin karriere har han haft ledende stillinger i flere store virksomheder heriblandt som Government Affairs Director i Europe MEA, FMC Agricultural Solutions, Director External Communications & Public Affairs i Copenhagen Airports A/S samt Head of EU Affairs i British American Tobacco Representation Brussels.
I 2020 blev Morten Boje Hviid ansat i Landbrug & Fødevarer, først som direktør for erhvervspolitik, bæredygtighed og EU, og senere også som direktør for Kommunikation & Public Affairs.
I 2024 tiltrådte han stillingen som administrerende direktør for Landbrug & Fødevarer.

## Estonia
Morten Boje Hviid var om bord på færgen Estonia, da den forliste i 1994. Han overlevede en nat i en redningsflåde, der om morgenen blev fundet af en redningshelikopter. Forliset har trukket dybe spor gennem hele hans voksne liv og karriere. I 1998 udgav han bogen Jeg ville overleve - fire år efter Estonia-tragedien om oplevelserne.
Han har desuden givet flere interviews om hændelsen. Blandt andet til Kristeligt Dagblad og Berlingske.

## Henvisning
1. ↑  Morten Boje Hviid er ny adm. direktør i Landbrug & Fødevarer  19. november 2024 på lf.dk
2. ↑  Altinget: Morten Boje Hviid
3. ↑  Landbrug & Fødevarer: Morten Boje Hviid er ny adm. direktør i Landbrug & Fødevarer
4. ↑  Kristeligt Dagblad: Morten overlevede Estonia-ulykken for 30 år siden: Det er svært at sluge, at jeg intet gjorde, ingen hjalp | Kristeligt Dagblad
5. ↑  Berlingske: »Det havde nok været lettest for os at blive skilt – ligesom det havde været lettest for Morten at dø i den gummibåd. Men vi gjorde det ikke«